# Powstanie zamojskie (1918)
Powstanie zamojskie – zbrojne wystąpienie rewolucyjne po I wojnie światowej, które miało miejsce w dniach 28–30 grudnia 1918 roku, kierowane przez komunistów. Objęło Zamość i jego okolice. 

## Historia
W 1918 roku w Zamościu powstała Rada Delegatów Robotniczych i Żołnierskich, która wraz z nowo powstałą KPP zorganizowała tam w grudniu tego roku regularne powstanie. W powstaniu brali udział robotnicy, biedota chłopska i część żołnierzy stacjonującego w Zamościu pułku piechoty, którzy przyłączyli się do Czerwonej Gwardii. Przyłączyła się do tego ruchu część członków PPS i Bundu. Jednym z przywódców powstania biorącym wcześniej udział w Komitecie Rewolucyjnym powołanym do jego zorganizowania był Antoni Albrecht (1884–1940). Powstanie zostało stłumione przez wojsko pod dowództwem majora Leopolda Lisa-Kuli przysłane z Lublina. Po stłumieniu wystąpienia aresztowano 257 osób, w tym 26 robotników rolnych i 26 chłopów z okolic Zamościa.